# Bror Rexed
Bror Rexed (ur. 19 czerwca 1914 w Gunnarskog-Värmland, zm. 21 sierpnia 2002 w Sztokholmie) – szwedzki neurolog i neuroanatom, profesor na Uniwersytecie w Uppsali. Jego nazwisko upamiętnione jest w opracowanym przez niego podziale istoty szarej rdzenia na tzw. blaszki Rexeda.
W ojczystej Szwecji pamiętany jest dodatkowo za zaangażowanie w reformę języka szwedzkiego ("du-reformen") z lat 1960. W 1980 r. przyznano mu nagrodę Fundacji Léona Bernarda.